# Spasove, Novhorodka
Spasove (în ucraineană Спасове) este o comună în raionul Novhorodka, regiunea Kirovohrad, Ucraina, formată numai din satul de reședință.

## Demografie
Componența lingvistică a comunei Spasove
     Ucraineană (98,23%)
     Rusă (1,39%)
     Alte limbi (0,25%)
Conform recensământului din 2001, majoritatea populației comunei Spasove era vorbitoare de ucraineană (98,23%), existând în minoritate și vorbitori de rusă (1,39%).